# Смерть малыша П
Питер Коннелли (также известный как " Бэби П ", " Дитя А " и " Бэби Питер ") — 17-месячный английский мальчик, который умер в Лондоне в 2007 году после получения более пятидесяти травм в течение восьми месяцев, несмотря на то, что его неоднократно осматривали специалисты службы здравоохранения Лондонского района Харинги и Национальной службы здравоохранения (NHS). Настоящее имя «Малышки П.»  было раскрыто как «Питер» по завершении последующего судебного процесса над парнем матери Питера по обвинению в изнасиловании двухлетнего ребенка. Его полная личность была раскрыта, когда его убийцы были названы после истечения срока судебного постановления о сохранении анонимности 10 августа 2010 года.
Случай вызвал шок и беспокойство среди общественности и в парламенте, отчасти из-за масштабов травм Питера, а отчасти из-за того, что Питер жил в лондонском районе Харинги в Северном Лондоне, под присмотром тех же органов по охране детства, которые уже потерпели неудачу семью годами ранее в случае с Викторией Климби в результате чего было проведено общественное расследование, в результате которого были приняты меры для предотвращения подобных случаев.
Мать Питера Трейси Коннелли, её парень Стивен Баркер и Джейсон Оуэн (позже выяснилось, что он является братом Баркера) были признаны виновными в причинении или допущении смерти ребенка, причем мать признала себя виновной. Постановление суда, изданное Высоким судом Англии, предотвратило публикацию личности Бэби П. это было снято 1 мая 2009 года судьей Кольриджем. Постановление Совета Харинги о прекращении публикации данных о его матери и её парне было выполнено но срок его действия истек 10 августа 2009 года.
Широкую критику вызвали службы защиты детей района Харинги и других агентств. После осуждения были начаты три расследования и общенациональный обзор социальной помощи, а глава службы по делам детей района Харинги был отстранен от должности по указанию министра правительства. Другой общенациональный обзор был проведен лордом Лэмингом в отношении его собственных рекомендаций относительно убийства Виктории Климбье в 2000 году. Гибель Питера Коннелли также стала предметом дебатов в Палате общин.

## Биография
Питер Коннелли родился у Трейси Коннелли 1 марта 2006 года. В ноябре к ней переехал её новый парень, Стивен Баркер. В декабре терапевт заметил синяки на лице и груди Питера. Его мать была арестована, и Питер был передан на попечение друга семьи, но вернулся домой на попечение матери в январе 2007 года. В течение следующих нескольких месяцев Питер дважды попадал в больницу с травмами, включая синяки, царапины и припухлость на голове. Трэйси Коннелли была снова арестована в мае 2007 года.
В июне 2007 года социальный работник заметил на Питере следы травм и сообщил об этом в полицию. Медицинское обследование показало, что синяки возникли в результате жестокого обращения с детьми. 4 июня ребенок был передан другу на хранение. 25 июля Служба по делам детей и молодежи Совета Харинги получила юридическую консультацию, в которой указывалось, что «порог для возбуждения процедуры по уходу … не был достигнут».
1 августа 2007 года был проведён осмотр Питера в больнице Святой Анны на севере Лондона заместителем педиатра доктором Сабахом Аль-Зайятом. Серьезные травмы, в том числе перелом позвоночника и сломанные ребра, скорее всего, остались незамеченными, поскольку в протоколе вскрытия предполагалось, что они предшествовали обследованию Аль-Зайят. Через день Коннелли сообщили, что она не будет привлечена к ответственности.
На следующий день была вызвана скорая помощь, и Питер был найден в его койке, синем и одетом только в пеленку. После попыток реанимации он был доставлен в больницу Северного Мидлсекса вместе с матерью, но в 12:20 был объявлен мертвым. Вскрытие показало, что он проглотил зуб после того, как его ударили кулаком. Среди других травм — перелом спины, сломанные ребра, изуродованные кончики пальцев и отсутствие ногтей.
Полиция немедленно начала расследование убийства, и мать Питера была арестована.

## Судебное разбирательство
11 ноября 2008 года 36-летний Оуэн и его 32-летний брат Баркер были признаны виновными в «причинении или допущении смерти ребенка или уязвимого человека». Трэйси Коннелли уже признала себя виновной по тому же обвинению. Ранее в суде Оуэн и Коннелли были освобождены от обвинений в убийстве из-за недостаточности улик. Баркер был признан присяжными невиновным в убийстве.
Второй судебный процесс прошел в апреле 2009 года, когда Коннелли и Баркер под псевдонимами столкнулись с обвинениями в изнасиловании двухлетней девочки. Девушка также была в реестре защиты детей Харинги. Баркер был признан виновным в изнасиловании, а Коннелли не был признан виновным в жестоком обращении с детьми . Их адвокаты утверждали, что это второе судебное разбирательство было почти сорвано блоггерами, опубликовавшими информацию, связывающую их со смертью Питера, что могло повлиять на решение присяжных.
Вынесение приговоров по обоим процессам состоялось 22 мая 2010 года в Олд-Бейли. Коннелли была приговорена к «тюремному заключению в целях общественной безопасности» и приговорена к лишению свободы на неопределенный срок до тех пор, пока «не будет считаться, что она больше не будет представлять опасность для общества и, в частности, для маленьких детей», с минимальным сроком в пять лет. Баркер был приговорен к пожизненному заключению за изнасилование с минимальным сроком заключения в десять лет и 12-летним тюремным заключением за его роль в смерти Питера. Оуэн также был заключен в тюрьму на неопределенный срок, как минимум, на три года. Исполнительный директор NSPCC раскритиковал приговоры как слишком мягкие, а генеральный прокурор рассмотрев вопрос о передаче дела в Апелляционный суд для пересмотра, заключил, что у Апелляционного суда нет «реальных перспектив» для увеличения сроков заключения. Все трое обжаловали свои приговоры, Баркер как обвинительные приговоры, так и приговоры.
Приговор Оуэна был изменен по апелляции на фиксированный шестилетний срок. Он был освобожден в августе 2011 года, но позже снова оказался в тюрьме.  Коннелли была освобождена в 2013 году, но вернулась в тюрьму в 2015 году за нарушение своего условно-досрочного освобождения; она лишилась права на пересмотр своего дела в течение двух лет. В августе 2017 года ходатайство об условно-досрочном освобождении Баркера было отклонено. Коннелли было отказано в условно-досрочном освобождении в третий раз в декабре 2019 года.

## Последствия
Совет Харинги инициировал внутреннюю проверку для серьезного рассмотрения дела (SCR) после смерти Питера. После завершения судебного процесса общественности был представлен лишь краткий отчёт. Полный отчет был засекречен, а доступ был разрешен только некоторым сотрудникам Совета Харинги и советникам Харинги. Двум местным депутатам, чьи округа включают район Харинги (Линн Фезерстоун и Дэвид Ламми), лидера оппозиции Роберта Горри и официального представителя Службы защиты детей от оппозиции, попросили подписать соглашения о неразглашении, чтобы просмотреть документ. Эд Боллс осудил серьезное рассмотрение дела и потребовал второго отчета с участием независимого судьи.
The Mail on Sunday, 15 марта 2010 г., сообщила, что в ее распоряжение попали подробности SCR. В статье утверждалось, что в кратком изложении SCR либо противоречили, либо опускались детали о том, как велось дело, и о степени травм, полученных Питером. Кроме того, были случаи неправильного обращения со стороны должностных лиц, пропущенных или отложенных встреч, недопонимания между должностными лицами и невыполнения решений, касающихся безопасности ребенка. Он также отметил, среди прочего, что официальные лица не выполнили распоряжение о временном уходе, в соответствии с которым Питер был бы выселен из его дома, когда они согласились с существованием юридических оснований для этого за шесть месяцев до его смерти; ключевые должностные лица также не присутствовали на встрече 25 июля 2008 г., на которой было принято решение о необходимости выселения Питера из дома его матери в то время.

### Независимые отчеты и запросы
Член парламента Линн Фезерстоун критиковала Совет Харинги, написав: "Я лично встречался с Джорджем Миханом и Ита О’Донован, лидером и исполнительным директором Совета Харинги, чтобы обсудить с ними три разных дела, и в каждом случае Харинги, казалось, хотела винить любого, кто пожаловался, вместо того, чтобы серьезно относиться к жалобе. Мне обещали действовать, но, несмотря на неоднократные последующие запросы о новостях о прогрессе, я был просто ошеломлен ".
Трем работникам совета, включая одного старшего юриста, были даны письменные предупреждения о своих действиях.
Генеральный медицинский совет (GMC) отдельно изучил роли двух врачей: доктора Джерома Иквуэке, терапевта, и доктора Сабаха Аль-Зайята, педиатра, которая обследовала Питера за два дня до его смерти. Хотя доктор Иквуэке дважды направлял Питера к специалистам больницы, Комиссия по временным распоряжениям GMC отстранила доктора Иквуеке на 18 месяцев. Докторр Аль-Зайят, которую обвинили в том, что она не заметила травм, была отстранена от должности до завершения расследования. Её контракт с больницей на Грейт-Ормонд-стрит, отвечающей за услуги по уходу за детьми в Харинги, также был расторгнут.
Эд Боллз, государственный секретарь по делам детей, школы и семьи, приказал провести внешнее расследование в отношении социальных служб Совета Харинги. Задача заключалась не в том, чтобы подробно изучить дело «Бэби П.», а в том, чтобы выяснить, соблюдают ли социальные службы Харинги необходимые процедуры в целом. Этот отчет был представлен министрам 1 декабря 2008 года. Во время пресс-конференции в тот день министр объявил, что необычным образом он использовал особые полномочия, чтобы отстранить Шэрон Шутмит с ее поста главы службы по делам детей в Совете Харинги. Она отклонила призывы к своей отставке, заявив, что хотела бы продолжить поддерживать своих сотрудников во время расследования, но была уволена 8 декабря 2008 года Советом Харинги без какого-либо компенсационного пакета. Позже Shoesmith подала в суд на Эда Боллса, Ofsted и Haringey Council, заявив, что решения, приведшие к ее увольнению, были несправедливыми. Высокий суд отклонил этот иск в апреле 2010 года, хотя Shoesmith все еще имел право подать иск о несправедливом увольнении в суд по трудовым спорам . В мае 2011 года апелляция Shoesmith против ее увольнения была удовлетворена в Апелляционном суде; Министерство образования и Совет Харинги заявили, что намерены обжаловать это решение в Верховном суде. Их ходатайства о разрешении на подачу апелляции в Верховный суд были отклонены 1 августа 2011 года 29 октября 2013 года BBC News сообщило, что Шэрон Шутмит согласилась на шестизначную выплату за несправедливое увольнение.
1 декабря 2008 года также было объявлено об отставке главы Совета района Харинги, лейбориста Джорджа Михана и члена совета Лиз Сантри, члена кабинета министров по делам детей и молодежи. Эти советники ранее отклоняли призывы к их отставке во время заседания совета 24 ноября. В апреле 2009 года совет объявил, что его заместитель директора службы по делам детей, два других менеджера и социальный работник, которые были отстранены от должности в связи с расследованием, также были уволены.
Было также заказано еще три расследования:
- Будет пересмотрена роль всех ведомств, вовлеченных в дело Питера Коннелли, включая органы здравоохранения, полицию и Совет Харинги.
- Генеральный совет социального обеспечения рассмотрит возможные нарушения своего кодекса поведения.
- Лорд Лэминг проведет общенациональный обзор своих собственных рекомендаций после расследования Виктории Климби.

Через адвоката, действующего от ее имени, бывший социальный работник Харингея Неврес Кемаль отправил письмо секретарю Министерства здравоохранения Патриции Хьюитт в феврале 2008 года, за шесть месяцев до смерти Питера. В письме содержалось утверждение, что в Харинги не соблюдались процедуры защиты детей. Хьюитт не предпринял никаких действий, кроме как направить письмо в DES, ныне Департамент по делам детей, школ и семей (DCSF). Затем Совет Харинги вынес судебный запрет на Кемаля, запретив ей говорить об уходе за детьми в Харинги. Адвокат Кемаля заявил: "Хьюитт направил нас в DES … затем DES посоветовал нам написать в Комиссию по инспекции социального обеспечения, которой мы написали в тот же день, что и Хьюитту, скопировав письмо Хьюитту и соответствующий материал. К тому времени, конечно, против нас был предпринят судебный запрет, поэтому мы не могли вернуться в инспекцию. Инспекция была должным образом проинформирована в то время и ничего не сделала "
Ким Холт, педиатр-консультант, работавшая в клинике детской больницы Грейт-Ормонд-стрит при больнице Святой Анны в Харингее, на севере Лондона, сказала, что она и трое коллег написали открытое письмо с подробным описанием проблем в клинике в 2006 году. Она утверждала, что Питера можно было спасти, если бы менеджеры прислушались к опасениям, высказанным старшими врачами.

## Отчет лорда Лэминга
Лорд Лэминг опубликовал свой отчет «Защита детей в Англии: отчет о прогрессе» 12 марта 2009 г. Она заявила, что многие власть так и не смогла принять реформы, представленные после своего предыдущего обзора о благосостоянии после смерти Виктории Климби в 2000 году

## Действия по обвинению в клевете со стороны биологического отца
5 марта 2015 года биологическому отцу Питера была присуждена компенсация в размере 95 000 фунтов стерлингов после того, как The People ошибочно заявили в своем выпуске от 19 сентября 2016 года, что он был осужден за сексуальное преступление. Адвокаты этого человека, известного только как «KC», заявили, что издатели The People виновны в «одной из самых серьезных клеветнических работ, которые только можно вообразить». Издатели MGN ранее извинились и предложили возместить ущерб.

## Обследование по поводу рецидива
В сентябре 2015 года, в ходе опроса, проведенного Ассоциацией практикующих врачей и патронажных сестер, из 751 опрошенного патронажного врача 47 % считали весьма вероятным или очень вероятным повторение подобной смерти.

### Подобные случаи
- Убийство Нубии Барахона
- Убийство Никсмари Браун
- Убийство Анжелики Кастильо
- Убийство Виктории Климби
- Убийство Даниэля Пелки
- Смерть Лизы Стейнберг